# Toxina (novela)
Toxina es una novela del género suspenso médico escrita por Robin Cook, publicada por Emecé Editores en 1999.

## Argumento
El eminente cirujano cardiovascular Kim Reggis lleva a su hija, Becky, a cenar a un local de comidas rápidas. Esa noche la niña resulta gravemente intoxicada con la bacteria E. coli. Al llevarla de urgencia a la guardia del hospital, Reggis se enfrenta con las realidades de la medicina actual donde, con tal de abaratar costes, nuevas regulaciones restringen el acceso a tratamientos que pueden salvar la vida de su hija.
Reggis, enloquecido por detener el avance inexorable del mal, decide investigar las causas de la intoxicación de su hija. Su búsqueda lo lleva desde la sórdidas prácticas de los mataderos hasta las maniobras políticas de la industria de la carne y de los organismos encargados de controlarla.